# Paulo Gomes (piloto)
Paulo de Melo Gomes (Patos de Minas, 14 de abril de 1948) é um piloto de automobilismo brasileiro. Foi campeão quatro vezes da Stock Car Brasil, nos anos de 1979, 1983, 1984 e 1995, campeão do Campeonato Brasileiro de Marcas e Pilotos de 1991. Disputou as 24 Horas de Le Mans de 1978 terminando em 7º lugar (2º na classe) e venceu as Mil Milhas Brasileiras de 1985.
Filho de um inspetor do Banco do Brasil, que vivia mudando de cidade, Paulo Gomes nasceu em Patos de Minas, no sul daquele estado e antes de completar um ano já morava em Santa Cruz do Sul, onde seu pai conheceu uns gaúchos que corriam com carreteiras do começo da década de 50. O menino Paulo virou mascote do grupo e se divertia só com o ronco dos motores. Aos 7 anos foi com a família para Ribeirão Preto, onde se radicou. Nesse ano de 1955 foi inaugurado um kartódromo que se transformou na atração da cidade e o pai levava o filho todos os fins de semana para ver as corridas. Nascia aí a paixão pelas competições.
Em 1970, um amigo comprou um Puma e ambos se inscreveram nas Mil Milhas Brasileiras em Interlagos, para competir com as Ferrari, Alfa e Porsche. Quando anoiteceu e um temporal desabou sobre a pista surgiu o desconhecido Paulo Gomes ultrapassando os carros importados e liderando a corrida com um Puminha de 1900cc. A chuva passou, e o sexto lugar ficou de bom tamanho. Mas foi a partir daí que Paulo resolveu tornar-se piloto profissional.
Paulo Gomes é o terceiro maior vencedor da Stock Car, perdendo apenas para Ingo Hoffmann, que tem 12 campeonatos, e Cacá Bueno, que foi campeão por cinco vezes. Antes de estrear na Stock Car já havia sido dez vezes campeão brasileiro de automobilismo em diversas categorias.
Acidentes
O primeiro acidente foi com o Fusca 62 do pai. Foi a primeira mas não a mais grave: No começo de 1973, um ano depois de ser contratado pela tradicional equipe de Luís Antonio Grecco, Paulão acidentou-se com uma Honda 750 na avenida que liga Ribeirão à via Anhanguera. Por causa do acidente, sua perna ficou cinco centímetros mais curta que a direita. 

“Sinto-me orgulhoso de ter colaborado para o crescimento da categoria. Estou emocionado, não participo mais competindo, tenho hoje uma equipe e como chefe de equipe cuido da carreira dos meus filhos Pedro e Marcos. Não é uma tarefa fácil, mas estamos lutando para continuar na Stock Car por muitos anos ainda”

— Paulo Gomes

## Trajetória esportiva

### Stock Car
Paulo Gomes correu na Stock Car de 1979, no ano inaugural, e foi o primeiro campeão, fato repetido em 1983 e 1984 e ainda em 1995, correndo ininterruptamente na categoria até 2003.
Voltou em 2007 para correr as últimas seis corridas da temporada 2007, sempre utilizando durante toda sua carreira o número do seu carro, 22.
Paulão possui dois filhos pilotos, Pedro Gomes e Marcos Gomes, com os quais chegou a correr temporada juntos, eles correm atualmente na Stock Car Brasil. 

## 24 Horas de Le Mans[2][3]
| Ano  | Classe    | N# | Equipe                       | Pilotos                      | Chassi                             | Pneus | Largada | Final | Pos. da Classe | Voltas |
| Ano  | Classe    | N# | Equipe                       | Pilotos                      | Motor                              | Pneus | Largada | Final | Pos. da Classe | Voltas |
| ---- | --------- | -- | ---------------------------- | ---------------------------- | ---------------------------------- | ----- | ------- | ----- | -------------- | ------ |
| 1978 | Gr.5 +2.0 | 41 | Mondelo ASA Cachia Team Pace | Alfredo Guaraná Mário Amaral | Porsche 935/77                     | G     | 23ª     | 7     | 2              | 329    |
| 1978 | Gr.5 +2.0 | 41 | Mondelo ASA Cachia Team Pace | Alfredo Guaraná Mário Amaral | Porsche Type-935 3.0L Turbo Flat-6 | G     | 23ª     | 7     | 2              | 329    |